# MathML
MathML är ett märkspråk, som är utvecklat av W3C, för webben. Språket möjliggör hantering av matematiska uttryck direkt i webbläsaren. Ännu har de mer populära webbläsarna dåligt eller inget stöd för MathML, men till många av dessa finns insticksprogram, som gör att webbläsaren kan visa innehållet.